# Bulawayo
Bulawayo è una città dello Zimbabwe, la seconda più popolosa del paese dopo la capitale Harare. Nell'ordinamento amministrativo attuale, la città ha lo status di provincia indipendente; in passato è stata capitale della provincia del Matabeleland Settentrionale.
Il nome "Bulawayo" deriva dalla parola in lingua sindebele kwabulawayo che significa "luogo dei perseguitati" o "luogo della strage".
La famiglia Wittstock ha vissuto nella cittadina prima di trasferirsi in Sudafrica prima ed in Europa poi.

## Geografia fisica
La città è situata nella parte sud-occidentale del paese, circa 490 km a sud di Harare, sulle rive del fiume Matsheumhlope a un'altitudine di 1340 m s.l.m.

## Storia
La città è situata nei pressi (circa 15 km) dell'antico kraal fondato nel 1871 da Lobengula, re dei Ndebele. Nel 1881, il sovrano spostò la sua residenza poco a nord in un'area corrispondente all'attuale periferia nord della città. Nel corso della guerra del 1893, durante un'avanzata inglese, il sovrano incendiò la sua residenza per fuggire a nord, e il luogo fu occupato dalle truppe britanniche.
Il 4 novembre 1894, Leander Starr Jameson dichiarò l'insediamento di Bulawayo dipendente dalla British South Africa Company e Cecil Rhodes ordinò che la cittadina fosse costruita sulle rovine della città reale di Lobengula. Nel 1897 fu connessa alla linea ferroviaria e dal 1943 Bulawayo assunse lo status di città.
Nel 1978 nasce Charlène Wittstock, la famiglia nel 1989 si trasferirà in Sudafrica.

## Economia
Bulawayo per lungo tempo è stata considerata il centro economico dello Zimbabwe. Parte dell'importanza della città è dovuta alla vicinanza col Sudafrica, a cui Bulawayo è collegata dalla ferrovia. Vi si trovano industrie tessili, industrie metallurgiche, produttori di pneumatici, tipografie e case editrici. La città è anche sede di un importante mercato agricolo.
Ormai dai primi mesi del 2009, il commercio internazionale è basato sul Dollaro americano o sul Rand sudafricano dando così più "respiro" al commercio e facilitando le condizioni per i rifornimenti dei beni dall'estero. La moneta locale è correntemente in uso per tutte le transazioni ordinarie. Permangono gravi difficoltà di accesso a pagamenti con mezzi elettronici.

## Amministrazione

### Gemellaggi
- Aberdeen